# Quercus toxicodendrifolia
Quercus toxicodendrifolia — вид дубів, що росте в Мексиці.

## Морфологічна характеристика
Дерево 6–10(20) метрів у висоту. Листки обернено-ланцетні, обидві сторони тьмяні, весь край зубчастий; верх від морщинистого до майже гладкого; низ білуватий чи жовтуватий.

## Поширення
Зростає в Мексиці (Ідальго, Пуебла, Веракрус, Чьяпас). Росте на висотах 1580–2210 метрів, населяє вологий дубовий ліс, іноді росте в мезофільних лісових горах і в змішаних сосново-дубових лісах.